# Metal Gear Survive
Metal Gear Survive — компьютерная игра в жанре Action-adventure с элементами выживания, разработанная и изданная компанией Konami. Первая игра серии Metal Gear, в создании которой не принимал участия Хидэо Кодзима. Игра вышла на платформах Microsoft Windows, PlayStation 4, Xbox One в феврале 2018 года.

## Игровой процесс
Metal Gear Survive представляет собой Action-adventure в открытом мире от третьего лица. Она содержит кооперативный режим, поддерживающий до четырех игроков. Игра содержит микротранзакции и требует постоянного подключения к сети.

## Разработка
Metal Gear Survive была анонсирована 16 августа 2016 в рамках Gamescom.
Президент европейского подразделения Konami Томотада Тасиро описал игру как «свежий глоток знаменитых стелс-элементов» с «уникальными настройками мультиплеера, разработанного для по-настоящему захватывающего кооперативного опыта». В интервью журналу Dengeki PlayStation разработчики заявили, что игрок будет способен кастомизировать своего персонажа, использовать несколько видов оружия, а также разрабатывать своё снаряжение, подстраивая игру под свой игровой стиль. Разработчики отметили, что хотя в одиночном режиме будет возможно скрытно пробираться мимо врагов, отбиваться от волн противников будет гораздо проще в кооперативном режиме игры.
На Tokyo Game Show в сентябре 2016 была продемонстрирована демо-версия. Игрок имел возможность строительства, лечения посредством главного меню, создания вещей из собранных ресурсов.
20 февраля 2018 года игра была выпущена в Северной Америке, 21 февраля в Японии и 22 февраля в Европе, Австралии и Новой Зеландии.

## Критика
| Сводный рейтинг       | Сводный рейтинг                         |
| Агрегатор             | Оценка                                  |
| --------------------- | --------------------------------------- |
| GameRankings          | 61,09 %                                 |
| Metacritic            | PC: 56/100 PS4: 63/100 Xbox One: 64/100 |
| Русскоязычные издания |                                         |
| Издание               | Оценка                                  |
| «Игры Mail.ru»        | 5,5/10                                  |

Игра получила смешанные отзывы критиков.